# Caumont-sur-Aure
Caumont-sur-Aure è un comune francese di nuova costituzione in Normandia, dipartimento del Calvados, arrondissement di Vire. Il 1º gennaio 2017 è stato creato accorpando i comuni di Caumont-l'Éventé, Livry e La Vacquerie, che ne sono diventati comuni delegati. Come dice la denominazione, il comune è attraversato dal fiume Aure.